# Mydaselpis peringueyi
Mydaselpis peringueyi är en tvåvingeart som beskrevs av Mario Bezzi 1924. Mydaselpis peringueyi ingår i släktet Mydaselpis och familjen Mydidae. Inga underarter finns listade i Catalogue of Life.